# 费克
费克（1917年12月7日—1968年12月18日），原名蒋晓梅，笔名明之、吴明之、刘中里、石坚等，男，原籍湖北天门，生于江西南昌，中国作曲家、剧作家、音乐活动家。